# Il peccato (de Torres)
Il peccato (El pecado) è un dipinto a olio e tempera su tela del pittore spagnolo Julio Romero de Torres, realizzato nel 1913. L'opera è conservata al museo Julio Romero de Torres, a Cordova ed è di proprietà del Museo Reina Sofia.

## Descrizione

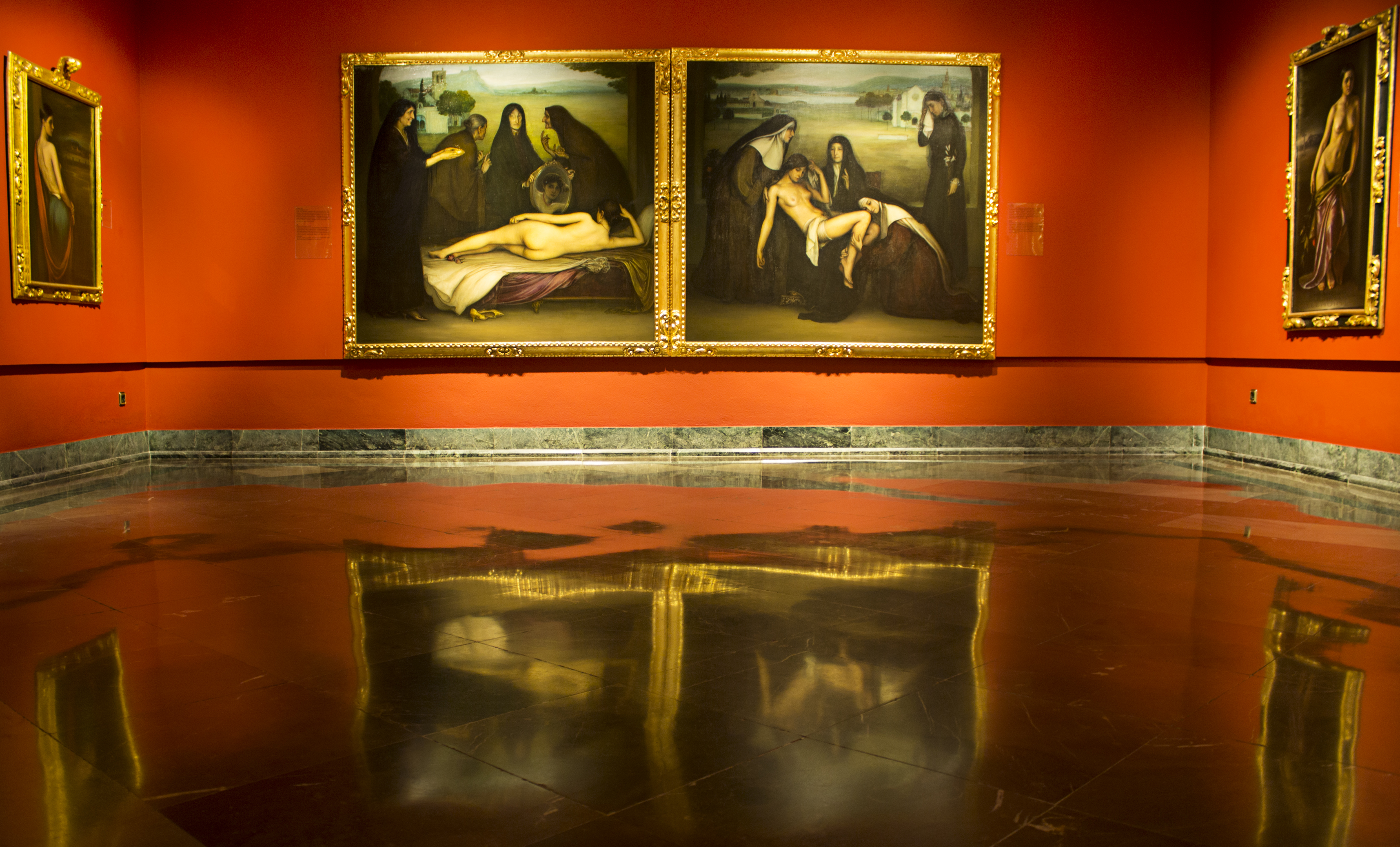
Il dipinto assieme a La grazia nel museo Julio Romero de Torres.

La protagonista della composizione, frutto della maturità artistica del pittore, è una donna vista di spalle che si sdraia nuda su un letto, indifferente da ciò che accade intorno a lei. Il suo volto si può vedere riflesso su uno specchio nel quale la donna si ammira, come nella Venere Rokeby di Diego Velázquez. La modella si chiamava Mariquilla. Intorno al letto si trovano quattro donne vestite a lutto che parlano tra di loro: due reggono lo specchio e una regge tra le mani una mela, due simboli del peccato. Lo sfondo è costituito da un paesaggio sotto un cielo verdastro in cui appaiono dapprima la chiesa reale collegiata di Sant'Ippolito e poi, in lontananza, una montagna con un castello sulla sua cima.
È presente un contrasto di colori tra il nero degli abiti delle quattro donne anziane e la carne pallida del corpo della donna sdraiata, perfettamente illuminato. Romero de Torres riuscì a unire in un solo dipinto le caratteristiche principali del suo stile: la sensualità, il simbolismo, un disegno di ottima fattura e il contrasto tra luci e ombre.
Il dipinto (esposto nel 1915 all'esposizione nazionale di belle arti assieme a Il poema di Cordova) fa da pendant all'opera La grazia, che rappresenta la virtù. Inoltre, lo stesso tema è presente anche nel dipinto I due sentieri dello stesso autore. Le tre opere formano un "trittico" nella quale Romero de Torres ritrae il contrasto tra due valori: la virtù e il peccato.